# Itea Benedicto
Itea Benedicto Colás (13 de outubro de 1987, Teruel, Espanha) é uma soprano vocalista da banda espanhola de Symphonic Metal Niobeth.
Itea também participou do álbum Autumnal da banda, também espanhola, de Power Metal Dark Moor.